# Kabinett Michel
Das Kabinett Michel wurde von dem Präsidenten der Seychellen, James Alix Michel, nach seinem Amtsantritt am 14. April 2004 gebildet. Dabei übernahm er zunächst zahlreiche Minister seines Vorgängers France-Albert René, dessen Vizepräsident er seit 1996 war.
Dem Kabinett von James Alix Michel gehörten insbesondere folgende Minister an:
| Funktion                                                                    | Name                        | Amtszeit  |
| --------------------------------------------------------------------------- | --------------------------- | --------- |
| Präsident Staatsoberhaupt Leiter der Regierung                              | James Alix Michel           | seit 2004 |
| Minister für Innere Angelegenheiten, Verteidigung und Rechtsangelegenheiten | Präsident James Alix Michel | seit 2006 |
| Staatssekretär im Privatbüro des Präsidenten                                | Alain Butler-Payette        | seit 2006 |
| Generalstaatsanwalt im Privatbüro des Präsidenten                           | Anthony Fernando            | seit 2006 |
| Minister für Auswärtige Angelegenheiten und Internationale Kooperation      | Jérémie Bonnelame           | 1997–2005 |
| Minister für Auswärtige Angelegenheiten und Internationale Kooperation      | Patrick Pillay              | 2005–2009 |
| Minister für Auswärtige Angelegenheiten und Internationale Kooperation      | Präsident James Alix Michel | 2009–2010 |
| Minister für Auswärtige Angelegenheiten und Internationale Kooperation      | Jean-Paul Adam              | seit 2010 |
| Ministerin für Verwaltung                                                   | Noellie Alexander           | 2006–2007 |
| Ministerin für Tourismus und Zivilluftfahrt                                 | Simone de Comarmand         | 1993–2006 |
| Minister für Soziale Angelegenheiten und Beschäftigung                      | Ernesta Dolor               | 2001–2005 |
| Ministerin für Soziale Angelegenheiten und Beschäftigung                    | Marie-Pierre Lloyd          | 2005–2007 |
| Minister für Industrie und Internationale Wirtschaft                        | Jacqueline Dugasse          | 2001–2005 |
| Minister für Wirtschaftsplanung und Beschäftigung                           | Jacqueline Dugasse          | 2005–2006 |
| Minister für Investitionen, Industrie und Technologie                       | Jacqueline Dugasse          | 2006–2007 |
| Minister für Nationale Entwicklung                                          | Jacqueline Dugasse          | seit 2006 |
| Minister für Bildung und Jugend                                             | Danny Faure                 | 1998–2006 |
| Bildungsminister                                                            | Bernard Shamalye            | seit 2006 |
| Finanzminister                                                              | Präsident James Alix Michel | 2006–2006 |
| Finanzminister                                                              | Danny Faure                 | 2006–2007 |
| Minister für Landwirtschaft und Meeresressourcen                            | William Herminie            | seit 2006 |
| Gesundheitsminister                                                         | Patrick Pillay              | 1998–2005 |
| Minister für Gesundheit und Soziale Dienste                                 | Vincent Meriton             | 2005–2006 |
| Gesundheitsministerin                                                       | MacSuzy Mondon              | 2006–2007 |
| Ministerin für Gesundheit und Soziale Entwicklung                           | Marie-Pierre Lloyd          | seit 2007 |
| Minister für Gemeindeentwicklung und Jugend                                 | Vincent Meriton             | 2006–2007 |
| Minister für Gemeindeentwicklung, Jugend, Sport und Kultur                  | Vincent Meriton             | seit 2007 |
| Ministerin für Beschäftigung und Entwicklung menschlicher Ressourcen        | MacSuzy Mondon              | seit 2007 |
| Minister für Wohnungsbau und Landnutzung                                    | Joel Morgan                 | 2007–2007 |
| Minister für Umwelt, Natürliche Ressourcen und Transport                    | Joel Morgan                 | seit 2007 |
| Ministerin für Kunst, Kultur und Sport                                      | Sylvette Pool               | 2006–2007 |